# 探肛
探肛又稱肛門檢查，是指用手指插入肛门，以检查直腸。在臺灣俗稱為「摳肛門」或「通肛」，在香港則稱為「通櫃」。

## 醫學
医学上探肛的目的是檢查直腸是否有腫瘤及內出血或檢查反射作用。
探肛檢查(Per-rectal Digital Examination)進行時，醫生將整支食指插進肛門內，檢查病人的腸壁或攝護腺組織是否有異狀；這項檢查是腹部檢查中不可缺少的一部份。

## 保安搜查

### 台灣
被收押在臺灣各看守所的被告，除依規定交出身上所有東西之外，還需要脫光衣服接受身體檢查（包括下體及肛門）。
探肛是侵入性檢查，通常是對毒品犯及重大刑案被告進行此類檢查，理由是擔心疑犯會將毒品、鐵絲或鑰匙，藏在陰道、包皮或肛門夾帶入所。
外界傳聞新收人犯會被管理員「摳肛門」並非事實，他們會在顧及當事人尊嚴的情況下進行檢查，並非所有人犯均會進行侵入性的「通櫃」檢查。對於一般貪污或經濟犯罪被告，也必須脫光接受下體及肛門檢查，但會以「目視」代替「通櫃」。
如果遇到身上有傷口的人員，會先拍照存證，再請被告簽名，證明是在入所之前所受的傷，接著半蹲彎腰用力咳兩聲，假使肛門有夾帶物品就會掉了出來。
被押送至臺北土城看守所的中华民国前總統陳水扁，也曾如所有囚犯一样，須脫光衣、捏鼻乾咳兩聲及以半蹲姿勢接受探肛檢查。

### 香港
過去，香港所有被法庭判入獄或還押懲教院所（包括教導所、勞教中心及更生中心）時必須接受探肛搜查違禁品，懲教署於2015年起逐步引入X光機取代人手通櫃。不過入獄時仍需要脫光衣服檢查下體及肛門。